# Mario Bellini

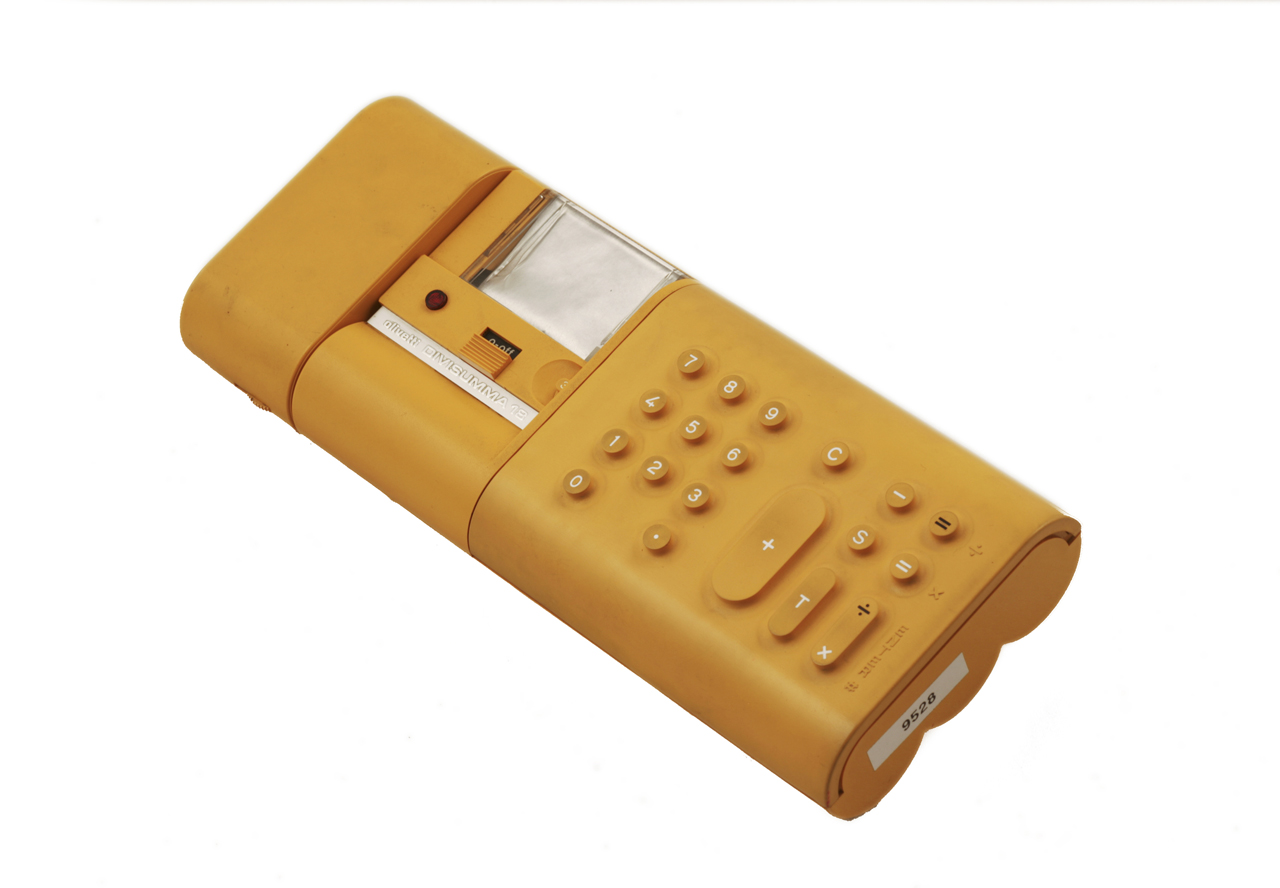
Divisumma 18.

Mario Bellini, född 1 februari 1935 i Milano, är en italiensk arkitekt och formgivare.
Museum of Modern Art i New York förärade honom och hans verk en separat utställning 1987. Mario Bellini är främst känd för formgivningen av en rad produkter för Olivetti: Divisumma 18, Lettera 25, Logos 50/60, Praxis 35 och Praxis 45. Bellini började arbeta för Olivetti 1963 men driver även den egna designbyrån Studio Bellini sedan 1973. Andra uppdragsgivare har bland annat varit Erco, Brionvega och Yamaha. Åren 1986–1991 var Bellini redaktör för Domus. han har också varit designrådgivare åt Renault, Fiat och Lancia och designat kontorsmöbler för Vitra.
Mario Bellini har erövrat många priser, bland annat Compasso d'Oro fem gånger. Han hedrades också med en "guldmedalj" av Italiens president för sin arkitektur och designarbete i världen 2004.
Bellini finns representerad vid bland annat Museum of Modern Art, Nationalmuseum, KODE kunstmuseer, Victoria and Albert Museum, National Gallery of Victoria, Metropolitan Museum of Art, Tekniska museet, Museum Boijmans Van Beuningen, Philadelphia Museum of Art, San Francisco Museum of Modern Art,
Smithsonian Design Museum och Vitra Design Museum.